# Grua d'enregistrament

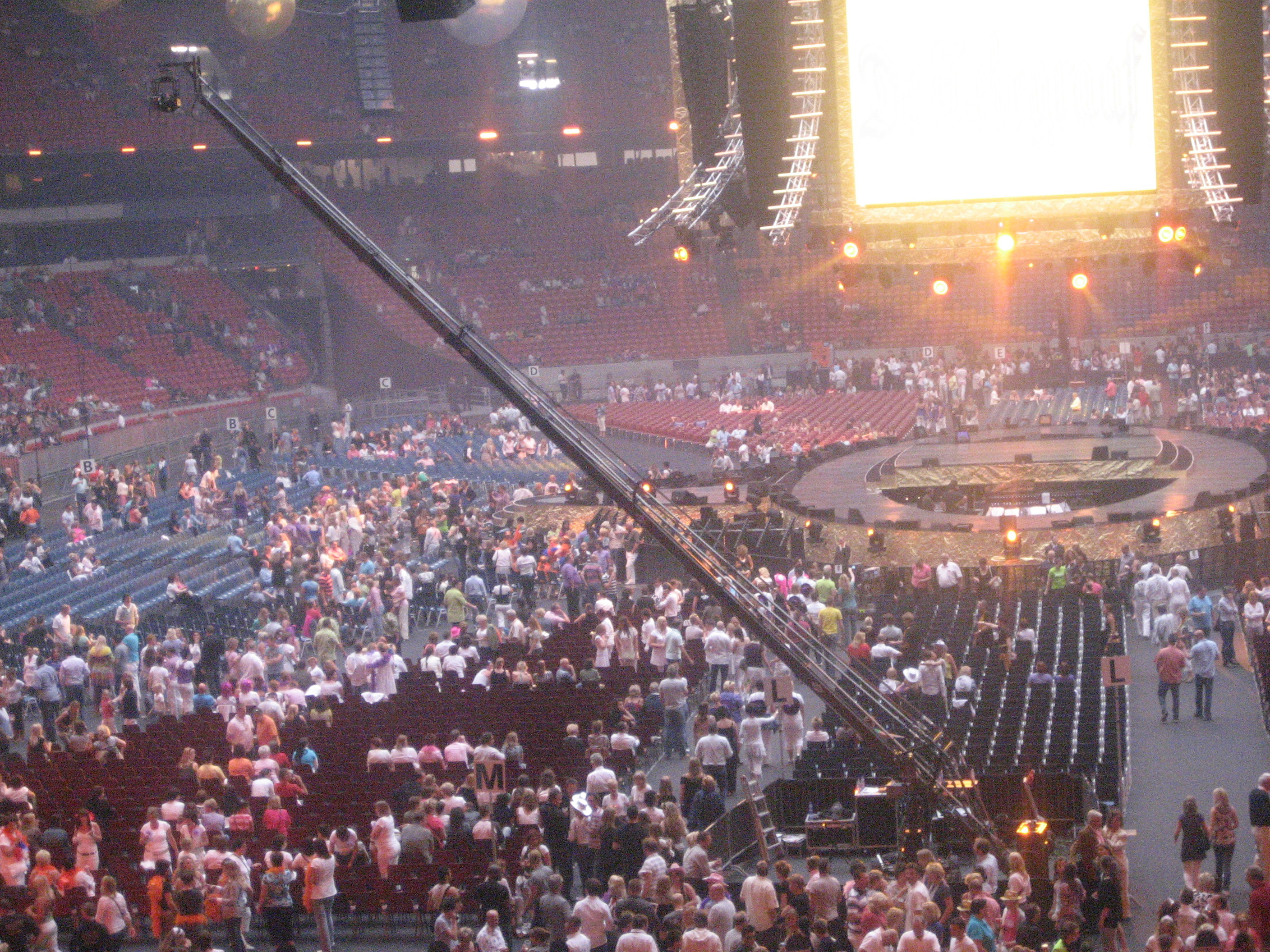
Ús d'una grua d'enregistrament en un concert

La grua d'enregistrament o grua de càmera és un màquina que s'utilitza en les produccions audiovisuals, tant en cinema com en la televisió, per moure la càmera per tot l'espai. Concretament, la càmera està col·locada en un grua robotitzada, la qual es tracta d'un suport adaptat a un trípode, que pot realitzar diferents plans en altures variades oferint, d'aquesta manera, la possibilitat de fer ús de tot un espai sencer. La grua d'enregistrament es controla mitjançant un dispositiu de control remot.
Les grues de càmera es poden utilitzar en espais diversos, tant en exteriors com a interiors, ja siguin programes gravats en un estudi televisiu, retransmissions esportives, musicals o qualsevol producció que requereixi el seu ús.

## Aparició en el cinema

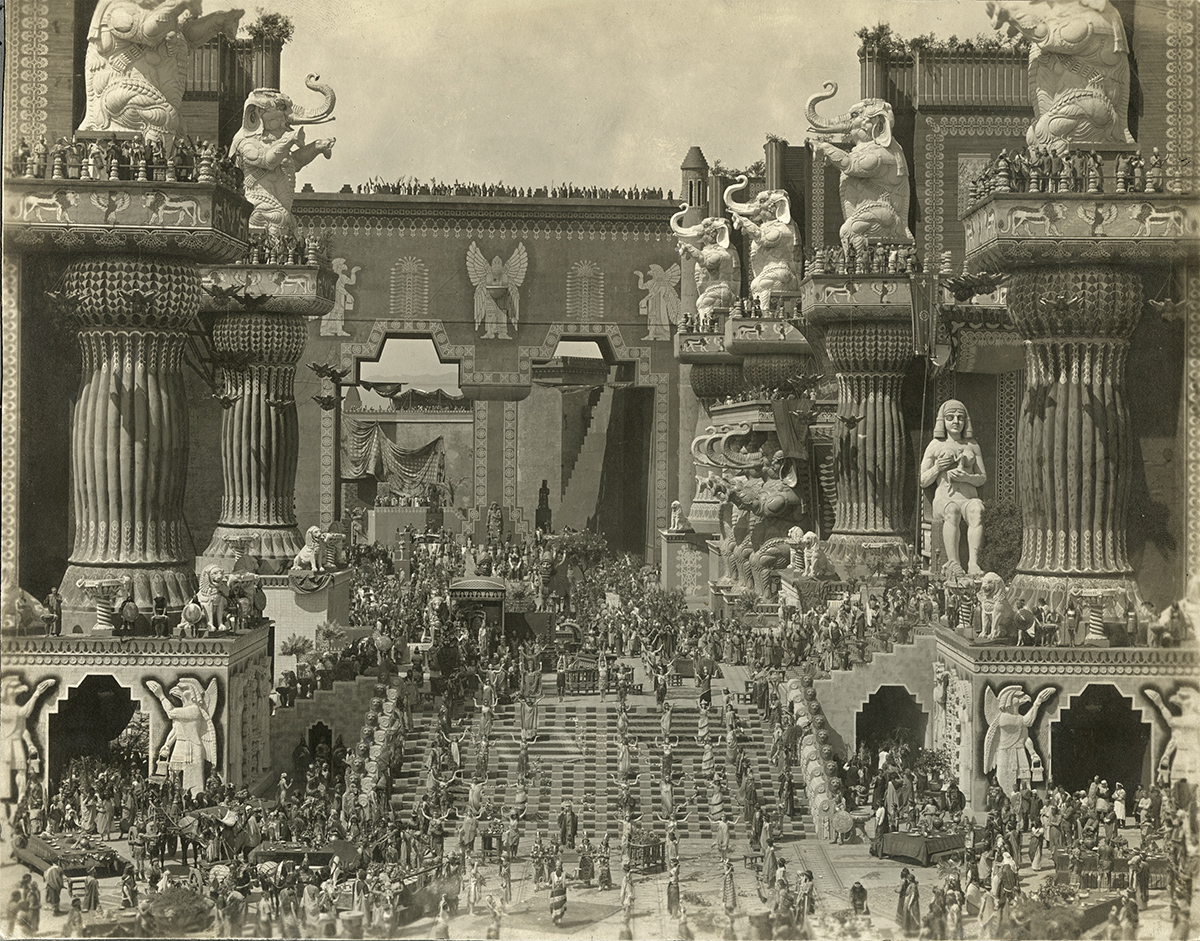
Seqüencia del film Intolerance (1916) de D. W. Griffith on s'utilitza una grua d'enregistrament.

Les primeres seqüències gravades amb un proto-dispositiu de grua d'enregistrament es poden trobar en la pel·lícula Intolerance: Love's Struggle Throughout the Ages (Intolerància, 1916) de David Wark Griffith. Tot i així, el dispositiu emprat per realitzar les gravacions era força arcaic. Concretament, el que es va utilitzar en el film de Griffith era descrit com "Un dispositiu situat dins una torre alta amb un ascensor. Aquesta torre es desplaçava gràcies a unes vies situades sota d'aquesta". L'ascensor servia per poder realitzar plans d'altures diferents en una mateixa presa. Les grúes de càmera utilitzades en els inicis del cinema (des de Intolerance fins a la dècada dels 40 aproximadament) eren força limitats i només podien fer diferents moviments depenent de la manera en com s'haguessin construït. No oferien plena llibertat a l'hora de moure la càmera.
No va ser fins al 1950, quan van aparèixer les primeres grues d'enregistrament que oferien una plena llibertat de moviment, que aquest problema no es va resoldre. La empresa que va dur a terme la creació d'aquests mecanismes va ser Chapman Studio Equipment, una companyia especialitzada en equipament fotogràfic originada en el 1945 (actualment segueix activa sota el nom de Chapman-Leonard Studio Equipment, Inc). Les primeres produccions en utilitzar el sofisticat sistema de Chapman Studio Equipment van ser dues pel·lícules de Cecill B. De Mille: L'espectacle més gran del món (The Greatest Show On Earth, 1952) i la reconeguda The Ten Commandments (Els Deu Manaments, 1956). L'ús del dispositiu en aquestes produccions va servir per demostrar l'eficàcia i la qualitat del producte.

## Aparició en la TV
La incorporació del dispositiu d'enregistrament de Chapman Studio Equipment en l'àmbit televisiu no va ser gaire després de la incorporació d'aquest en el cinema. Durant l'època dels 40 i 50, en la televisió eren força populars els programes musicals i de dansa. Doncs, les cadenes televisives van veure que la possibilitat d'incorporar les càmeres sobre d'una grua oferia molta més varietat de punts de vista en les retransmissions en directe de l'època. Això va provocar que l'empresa Chapman Studio Equipment passés a ser el subministrador principal d'equipament audiovisual per a moltes cadenes televisives, traient el lloc a anteriors companyies com la Houston Fearless 76.

## Technocrane

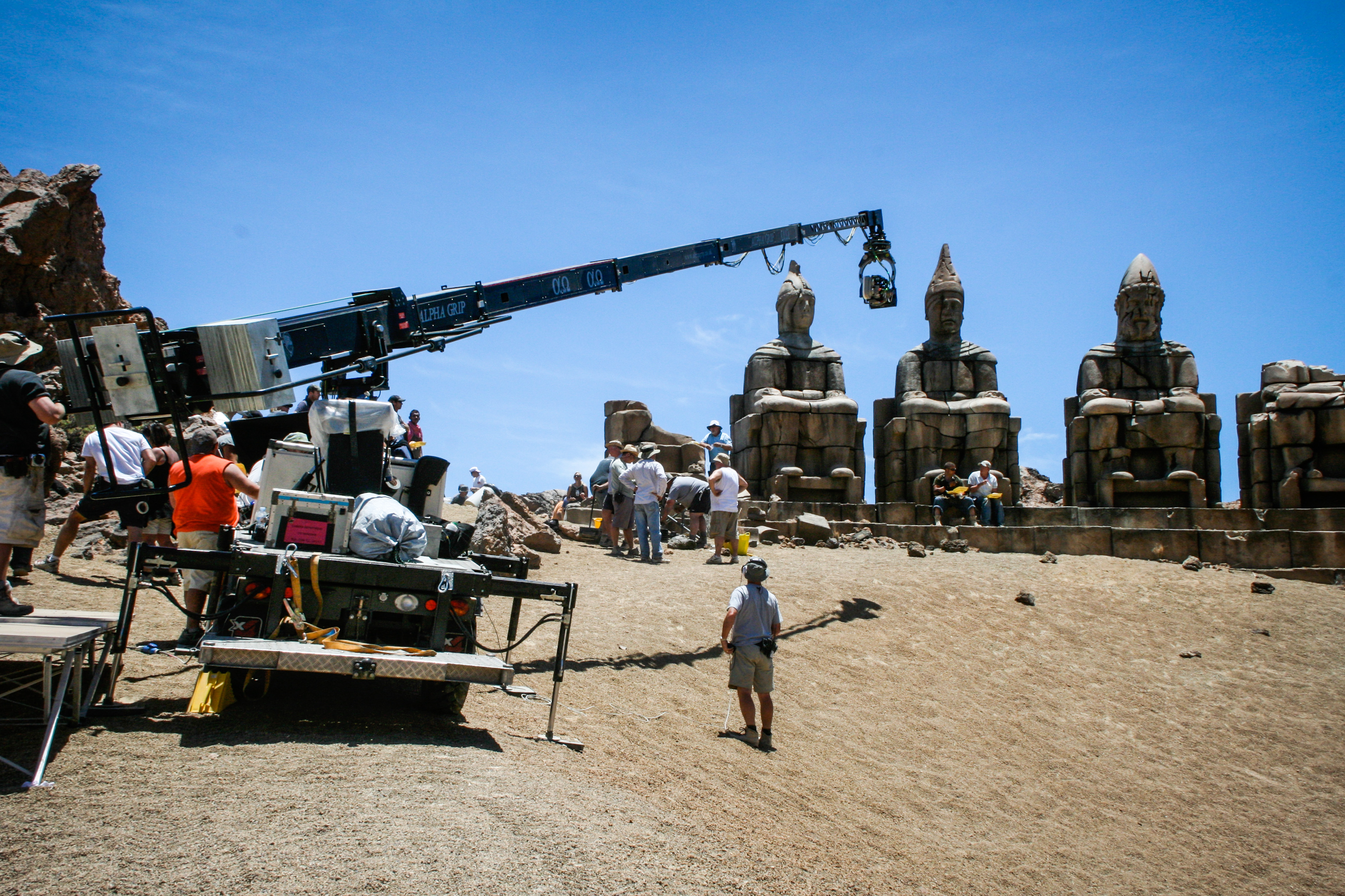
Technocrane en ús durant el rodatge d'un film.

Dins de la existent varietat de grues d'enregistrament que s'han utilitzat o encara es fan servir per la producció cinematogràfica, trobem una que destaca ja que és la més habitual actualment: La technocrane. La principal diferència entre aquesta i una grua d'enregistrament manual és la capacitat que té la primera per allargar-se i estirar-se, augmentant d'aquesta manera la possibilitat d'aconseguir plans més impressionants. Per aquesta raó, es defineix aquest tipus de grues com telescòpiques. En canvi, les grues manuals només es podien estendre durant el període de fabricació, no quan ja estan construïdes i funcionals. Les parts de la technocrane són força similars a la d'una grua d'enregistrament manual:
- Cap remot: En l'extrem superior de la technocrane trobem una part on se situa una càmera que es dirigeix per control remot. Aquesta funció la realitza l'operador de càmera, situat a la part inferior de la grua. El cap remot (tant el d'una technocrane com d'una grua manual) té diverses parts mòbils i connexions amb la càmera que s'han de montar d'una manera determinada. Depenent de la manera en com el cap remot estigui format, trobem dos tipus:[5]Grua d'enregistrament amb el cap remot en posició underslug.

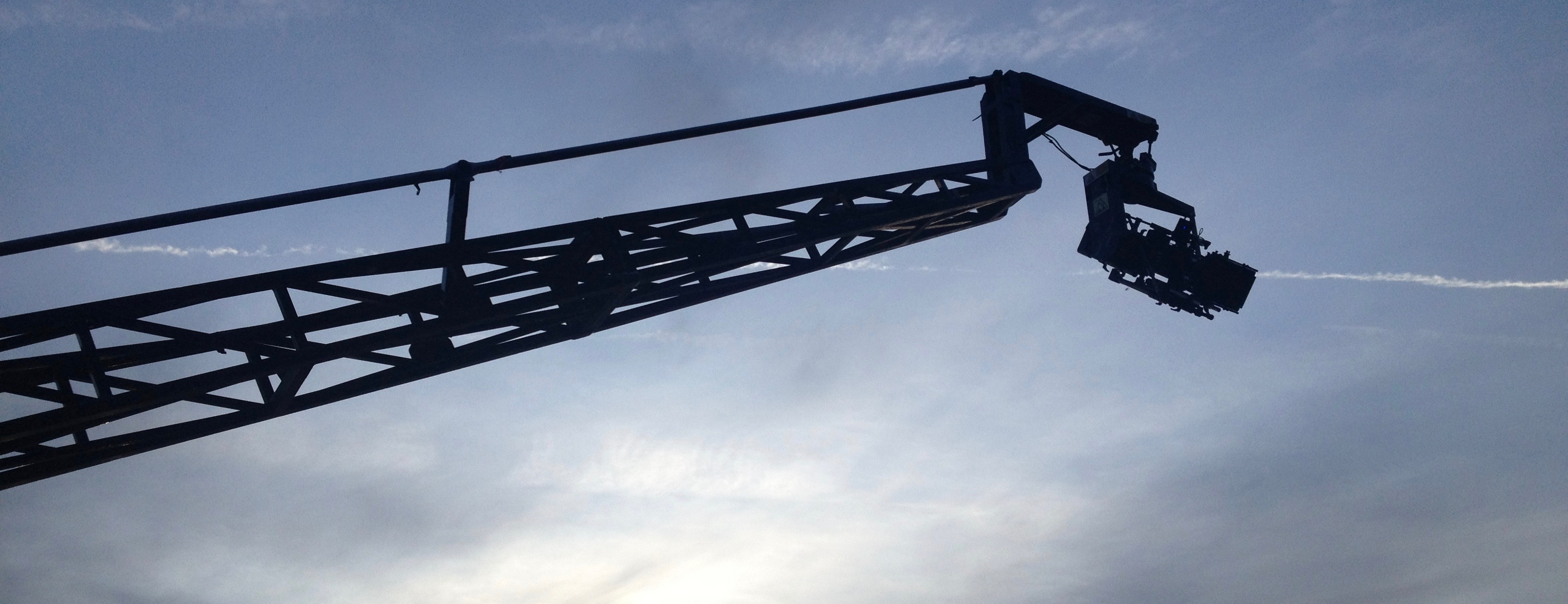
Grua d'enregistrament amb el cap remot en posició underslug.

  - Underslug: Aquest terme fa referència als caps remots formats de tal manera que la càmera queda penjant. És el tipus de cap remot més comú.
  - Overslug: Aquest terme fa referència als caps remots formats d'una manera que la càmera queda elevada, per sobre de l'eix que permet el moviment d'aquesta. Aquest tipus és menys comú que el d'underslug.

- Braç: El braç és la part allargada i, en el cas de la technocrane, telescòpica gràcies a un joc de peses que permet que mantingui l'equilibri quan el braç s'allarga.

- Base: En la base de la technocrane normalment trobem les rodes amb les que es capacita al instrument moure's per les vies situades al terra. També pot donar-se el cas que la grua tingui una petita cabina en la part inferior on es posa l'operador de càmera per controlar la grua. D'altres vegades, aquesta cabina no existeix perquè l'operador treballa des d'una cabina separada de la grua.

## Exemples d'escenes
Al llarg de la història del cinema hi ha hagut nombroses escenes reconegudes pel seu formidable ús de la grua de gravació:
1. Touch of Evil (1958, Orson Welles): La pel·lícula s'inicia amb un famosa escena d'un cotxe filmada en pla seqüència realitzat mitjançant l'ús d'una grua d'enregistrament.
2. La finestra indiscreta (1954, Alfred Hitchcock): La pla seqüència posterior als crèdits inicials, que ens mostra els diferents apartaments de la comunitat de veïns, està realitzat amb una grua d'enregistrament.
3. Ciutadà Kane (1941, Orson Welles): La escena final del film es tracta d'un pla seqüència realitzat amb una grua d'enregistrament.
4. Django desencadenat (2012, Quentin Tarantino): Cap al final del film, trobem una seqüència, dins la casa on succeeix el final de la trama, que està realitzada mitjançant una grua d'enregistrament.